# Naturreservat
Et Naturreservat er ligesom et vildtreservat, et beskyttet naturområde, hvor dyrene sikres rolige levesteder til at yngle, raste og søge føde. Der er i Danmark over hundrede natur- og vildtreservater på i alt ca. 330.000 hektar, men mere end 90% heraf er vådområder.
Et reservat kan være beskyttet på flere niveauer, f.eks. sådan at kerneområder helt friholdes for jagt og andre væsentlige forstyrrende aktiviteter, mens bufferzoner har færre restriktioner.
Naturreservater bliver i Danmark oprettet i henhold til naturbeskyttelsesloven, på statsejede arealer og i danske farvande, for at beskytte bestande af vilde dyr og planter og deres levesteder. Formålet kan også være at beskytte særlige naturtyper, fortidsminder og kulturspor.